# Michele di Rocco
Michele di Rocco (nacido 4 de mayo de 1982 en Foligno, Perugia) es un boxeador italiano, que compiten en la división de Peso superligero  de (- 64kg). Representó a su país natal en los Juegos Olímpicos de Atenas 2004, Grecia, y ganó la medalla de bronce en los Juegos Mediterráneos de 2001 y en el Campeonato Europeo Amateur de 2002.  